# 萧绍海塘
萧绍海塘，位于中华人民共和国浙江省杭州市滨江区、萧山区及绍兴市越城区、柯桥区、上虞区，其杭州段与绍兴段分别是浙江省省级文物保护单位。
2017年1月19日，萧绍海塘（杭州段）被列入第七批浙江省文物保护单位，该文物保护单位是一座古建筑。

杭州市萧山区博物馆藏「甚」字號海塘里程碑，原位於蕭山區瓜沥镇